# Grupa 32
Grupa 32, Związek Odnowy Cerkiewnej – nieformalna organizacja utworzona w marcu 1905 w Petersburgu przez duchowieństwo Rosyjskiego Kościoła Prawosławnego. Stawiała sobie za cel działania na rzecz gruntownych reform organizacyjnych i liturgicznych w Kościele. Ze względu na niechęć car Mikołaja II do wszelkich zmian w Cerkwi jej działalność nie zakończyła się powodzeniem, jednak tradycja grupy przetrwała w liberalnych kręgach duchowieństwa prawosławnego w Rosji. Część działaczy grupy włączyła się po rewolucji październikowej w struktury Żywej Cerkwi. 
W marcu 1905 grupa wydała swój manifest - broszurę O konieczności przywrócenia kanonicznej wolności Cerkwi prawosławnej w Rosji. Członkami grupy 32 byli młodzi duchowni z Petersburga i Moskwy, którzy pragnęli zreformować przestarzałe ich zdaniem aspekty organizacji Rosyjskiego Kościoła Prawosławnego, by mógł on sprawnie działać w nowoczesnym państwie. Poza przychylnym wsparciem metropolity petersburskiego i ładoskiego Antoniego nie zyskali poparcia hierarchii cerkiewnej. Metropolita Antoni występując w imieniu liberalnego kleru prawosławnego próbował przedyskutować kwestie reformy wewnątrzcerkiewnej z władzami, bez powodzenia. Grupa zaprzestała działalności ok. 1907, po ostatecznym zdławieniu rewolucji 1905. 